# ۱۴ تیر
۱۴ تیر صد و هفتمین روز از سال در گاه‌شماری خورشیدی است. به پایان سال ۲۵۸ روز (۲۵۹ روز در سال کبیسه) باقی‌است.

## رویدادها
- ۱۳۵۶. کودتای نظامی محمد ضیاءالحق در پاکستان و سرنگونی دولت ذوالفقارعلی بوتو
- ۱۳۵۹ - دستور ایالات متحده آمریکا بر مسدود کردن دارایی‌های ایران
- ۱۳۶۱ - ربوده شدن چهار ایرانی در لبنان

## مناسبت‌ها
- روز قلم در ایران[۱]

## زادروزها
- ۱۲۹۵ - صادق چوبک، نویسنده
- ۱۳۴۰ - کیوان ساکت، نوازنده
- ۱۳۴۵ - محمد اصفهانی، خواننده و آهنگ‌ساز
- ۱۳۴۷ - علی عمرانی، بازیگر، کارگردان، صداپیشه
- ۱۳۵۶ - علی انصاریان، بازیکن فوتبال
- ۱۳۶۱ - حامد کمیلی، بازیگر
- ۱۳۶۳ - بهاره افشاری، بازیگر
- ۱۳۶۵ - اشکان دژاگه، بازیکن فوتبال

## درگذشت‌‌ها
- ۱۳۸۹ - حسنعلی علی‌پور، خیر مدرسه‌ساز
- ۱۳۹۵ - عباس کیارستمی، کارگردان